# Korpusová lingvistika
Korpusová lingvistika je odvětví lingvistiky, jehož rozvoj je spjat s příchodem počítačů a informačních technologií. Tato disciplína zkoumá jazyk pomocí elektronických jazykových korpusů a zabývá se i výstavbou těchto korpusů, jejich zpracováním a příslušnou metodologií.
Korpusová lingvistika vznikla v 50. letech 20. století, kdy si američtí lingvisté (Hill a Harris) uvědomili, že korpus je nutným empirickým základem pro vytvoření popisu gramatiky přirozeného jazyka. V 60. letech se rozvíjí korpusová lingvistika v novém pojetí a to vznikem Survey of English Usage (SEU), v jehož rámci se počítalo i se zpracováním mluveného anglického jazyka, toto však nebylo orientováno počítačově. V roce 1967 začali Čech Jindřich Kučera a Američan W. Nelson Francis na Brown University v USA pracovat na Computation Analysis of Present-Day American English – počítačovém korpusu současné americké angličtiny obsahující pouze psané texty. Prudký rozkvět tohoto odvětví byl zaznamenán s rychlým rozvojem výpočetní techniky, nejvýrazněji pak v posledních dvou desetiletích 20. století.
Dnes je v jednotlivých jazycích korpusů již mnoho. Mezi nejznámější patří British National Corpus obsahující 100 milionů slov a také významnou složku mluvenou. Efektivní studium a tvorbu korpusů umožňuje speciální software – tzv. korpusový manažer. Mezi nejznámější korpusové manažery patří Sketch Engine, jenž vytvořili Angličan Adam Kilgarriff a Čech Pavel Rychlý a dále jej vyvíjí brněnská společnost Lexical Computing.
Korpusová lingvistika není novou teorií jazyka, využívá důsledně jazykových dat, zkoumá texty, které se chápou jako rozsáhlé produkty jazykového systému a schopností jejich tvůrců a skrze ně dospívá k poznání obecnějších jazykových zákonitostí a pravidel.